# Jules Cazot
Theodore Joseph Jules Cazot (Alès, 11 febbraio 1821 – Saint-Hilaire-de-Brethmas, 27 novembre 1912) è stato un politico e magistrato francese.

## Biografia
Nel 1851 prese parte alla difesa del processo per il cosiddetto Complotto di Lione. 
A seguito del Colpo di Stato del 1851 fu internato a Montpellier.

## Mandati
- deputato (1871-1875);
- senatore (1875-1912);
- presidente del Consiglio Dipartimentale del Gard (dal 1880 al 1883);
- consigliere generale del Cantone di Anduze (1871-1883);
- primo presidente della Corte di Cassazione (1883-1884);
- Ministro della Giustizia nei governi di Charles de Freycinet (nel 1879), di Jules Ferry (nel 1880) e di Léon Gambetta (nel 1881).